# Timbellus radwini
Timbellus radwini is een slakkensoort uit de familie van de Muricidae. De wetenschappelijke naam van de soort is voor het eerst geldig gepubliceerd in 1979 door Harasewych & Jensen.